# NIC-23A
La NIC-23A es una importante carretera nacional clasificada como colectora principal en Nicaragua. Esta vía comienza en el Sur, conectándose con la NIC-7 a la altura de Santo Tomás, y culmina con la NIC-23B en el municipio de La Libertad, en el Departamento de Chontales. 

## Extensión
Con una extensión de 22,31 km, la NIC-23A juega un rol clave en la conectividad y transporte de la región.